# Wacław Faustmann
Wacław Faustmann (ur. 7 września 1881 we Wrześni, zm. 25 czerwca 1959 w Szamotułach) – ksiądz katolicki, powstaniec wielkopolski, powstaniec śląski, redaktor miesięcznika „Muzyka Kościelna”, założyciel Związku Chórów Kościelnych.

## Dzieciństwo i młodość
Był synem kupca Stanisława i Marianny z Śliwczyńskich. Ukończył szkołę elementarną w Golubiu (obecnie Golub-Dobrzyń) na Pomorzu. Następnie uczył się przez 4 lata w progimnazjum Collegium Marianum w Pelplinie. W latach 1889–1903 uczęszczał do Gimnazjum Chełmińskiego. Kierował tam tajnym Kółkiem Śpiewaczym, za co został skazany na dwa tygodnie więzienia w Toruniu. 13 marca 1903 r. złożył egzamin dojrzałości. W latach 1903–1907 odbywał studia seminaryjne w Gnieźnie i Poznaniu. 11 lutego 1907 r. został wyświęcony na kapłana. Z okazji swojej prymicji w Golubiu zebrał fundusze na Dom Kaszubski i Czytelnię Ludową. Od 1 marca 1907 do 29 lutego 1908 r. był wikariuszem w Tucznie.

## Administrator parafii
1.03.1908–30.09.1910 – w Podlesiu Kościelnym;
1.10.1910–31.10.1918 – w Raczkowie, Jabłkowie i Pomorzanach;
1.11.1918–1932 – w Śnieciskach, dodatkowo administrował też parafią Koszuty;
1932–1941, 24.01.1946–1950 – w Kaźmierzu, z przerwą od 14.03.1941 do 21.01.1946 spowodowaną wysiedleniem w czasie II wojny światowej.

## Działalność patriotyczna i społeczna
W 1915 r. zbierał datki na ofiary działań wojennych w Królestwie Kongresowym. Od 1916 r. należał do Poznańskiego Towarzystwa Przyjaciół Nauk. Brał czynny udział w powstaniu wielkopolskim, działał jako kapelan, organizował służbę sanitarną. W latach 1919–1921 odbył ok. 200 wieców w ramach działalności plebiscytowej na Górnym Śląsku i uczestniczył w powstaniach śląskich. W 1934 r. w Kaźmierzu współorganizował Caritas i założył Towarzystwo Czytelni Ludowych, którego został prezesem. W czasie II wojny światowej wysiedlony do Generalnego Gubernatorstwa, a następnie do obozu pracy w Hildesheim – podczas jego bombardowania został dwukrotnie ranny. 24 stycznia 1941 r. powrócił do Kaźmierza. Spoczywa na kaźmierskim cmentarzu parafialnym (sektor A-35-4).

## Zainteresowania
Pasjonował się szeroko pojętą muzyką, ale przede wszystkim muzyką liturgiczną. Powołał Związek Chórów Kościelnych i został jego pierwszym prezesem. Pisał artykuły o tematyce liturgiczno–muzycznej, a w roku 1929 został redaktorem miesięcznika „Muzyka Kościelna”. Utworzył chór kościelny w Kaźmierzu i 5 października 1932 r. doprowadził do połączenia go z Kołem Śpiewackim „Moniuszko”. Organizował zjazdy chórów kościelnych, „Święta Pieśni”, współorganizował przedstawienia sztuk teatralnych na scenie kaźmierskiego „Domu Katolickiego”. Utrzymywał kontakty z Feliksem Nowowiejskim, którego gościł w Kaźmierzu. 

## Ordery i odznaczenia
- Krzyż Komandorski Orderu Odrodzenia Polski (1956)[8]
- Złoty Krzyż Zasługi (15 września 1937)[9]

## Upamiętnienie
Ks. Wacław Faustmann jest patronem ulic w Kaźmierzu i Luboniu.